# Don't be a Stranger
Don't Be a Stranger är en svensk indiepopgrupp från Stockholm, som består av systrarna Christina Weibull och Louise Weibull, Martin Ehrencrona, Mattias Albinsson, Johan Forsman och Liv Widell. Bandet skivdebuterade år 2007 med albumet Frutti di Mare. Bandet har spelat live i framförallt Sverige men också i Finland, Norge och Zimbabwe.

## Biografi
Bandet bildas år 2003, och gjorde sin första spelning i Broby bygdegård i Värmland år 2004. Följande år inledde de inspelningen av sitt första album i Studio Cobra i Stockholm.
Officiellt inledde bandet sin musikaliska karriär 2007 genom att släppa EP:n Ho Ho, och albumet Frutti di Mare . Skivan utnämndes till årets bästa av musikbloggen Absolut Noise  och i tidningen Sonic fick albumet betyget 7/10. Samma år släppte bandet en musikvideo till singeln "Perfect Problem", i vilken konstnären Lars Lerin spelade huvudrollen.. Låten förekommer också i en reklamfilm åt Apoteket. De lanserar befrielseprojektet Liberated by Don't Be a Stranger.  
2008 turnerade bandet i Finland, spelade bland annat på musikfestivalen Monsters of Pop, och lånade en låt till TV-serien United States of Tara, skapad av Diablo Cody och producerad av Steven Spielberg.. Samma år nomineras deras andra singel, "Mon Chi Chi" regisserad av Magnus Renfors till MTV-priset för bästa video.
2009 turnerade bandet i Norge och i Zimbabwe där de bland annat spelade på musikfestivalen HAIFA i Harare. Bandet påbörjade inspelningen av sitt andra album i Studio Cobra.

## Medlemmar
- Mattias Albinsson – basgitarr
- Martin "Konie" Ehrencrona – gitarr
- Johan Forsman – trummor
- Christina Weibull – keyboard, bakgrundssång
- Louise Weibull – gitarr
- Liv Widell – sång

## Diskografi
Studioalbum
- Frutti di Mare (2007) (ia! / Headstomp)

EP
- Ho Ho (2007) (ia! / Headstomp)